# Campyloneurus alkmaarensis
Campyloneurus alkmaarensis är en stekelart som beskrevs av Cameron 1911. Campyloneurus alkmaarensis ingår i släktet Campyloneurus och familjen bracksteklar. Inga underarter finns listade.